# Đào Hiếu
Đào Hiếu (sinh năm 1946), tên khai sinh: Đào Chí Hiếu. Các bút danh khác: Biển Hồ, Đào Duy. Hiện ông là hội viên Hội nhà văn Việt Nam.

## Tiểu sử vắn tắt
Đào Hiếu, sinh ngày 10 tháng 2 năm 1946 tại Tây Sơn, tỉnh Bình Định.
Ông sớm gia nhập phong trào sinh viên cách mạng tại Quy Nhơn.
Năm 1968 ông gia nhập Đảng Cộng sản Việt Nam.
Năm 1970 ông bị bắt quân dịch và trở thành binh nhì sư đoàn 22 Quân lực Việt Nam Cộng hoà.
Sau sáu tháng, ông trốn vào Sài Gòn bắt liên lạc với Tổng hội sinh viên hoc sinh để tiếp tục hoạt động chống Mỹ đến ngày 30 tháng 4 năm 1975.
Ông tốt nghiệp cử nhân văn chương trước 1975 tại Sài Gòn. Từng làm phóng viên báo Tuổi Trẻ và Nhà xuất bản Trẻ.
Hiện Đào Hiếu sống và viết tại TP. Hồ Chí Minh.

## Tác phẩm đã xuất bản

### Truyện dài
- Giữa cơn lốc, Nhà xuất bản Thành phố Hồ Chí Minh, 1978.
- Một chuyến đi xa, Nhà xuất bản Măng Non, 1984, nxb Trẻ 1994.
- Qua sông, Nhà xuất bản Văn Nghệ, 1986.
- Vùng biển mất tích, Nhà xuất bản Đồng Nai 1987.
- Vượt biển, Nhà xuất bản Trẻ 1988, 1995.
- Vua Mèo, Nhà xuất bản Trẻ 1989.
- Người tình cũ, Nhà xuất bản Văn Nghệ 1989.
- Kẻ tử đạo cuối cùng, Nhà xuất bản Trẻ 1989.
- Thung lũng ảo vọng, Nhà xuất bản Trẻ 1989.
- Hoa dại lang thang, Nhà xuất bản Văn Học 1990.
- Trong vòng tay người khác, Nhà xuất bản Tác phẩm Mới 1990.
- Kỷ niệm đàn bà, Nhà xuất bản Văn Nghệ 1990.
- Nổi loạn, Nhà xuất bản Hội Nhà Văn 1993.
- Lạc Đường (tự truyện), Nhà xuất bản Giấy Vụn 2008, Nhà xuất bản Kim Thư Production USA 2008.
- Tuyển tập Đào Hiếu (tập 1 và tập 2) Nhà xuất bản Kim Thư Production USA 12. 2009.
- Mạt lộ, Nhà xuất bản Lề Bên Trái (tự xuất bản)[1], 03. 2009.

### Truyện ngắn và tạp văn
- Bầy chim sẻ, Nhà xuất bản Văn Nghệ 1982.
- Những bông hồng muộn, Nhà xuất bản Trẻ 1999.
- Tình địch, Nhà xuất bản Trẻ 2003.

### Thơ
- Đường phố và thềm nhà, Nhà xuất bản Trẻ 2004.

## Trích tác phẩm
Những chiếc lá rơi vào bụi hồng
Những chiếc lá đâm chồi không ai hay
Già cỗi giữa thinh không
Và chết trong những ngọn gió
Tác phẩm của tôi như những chiếc lá rụng
Rơi vào bụi hồng
Những chiếc lá rụng không ai nhặt
Tự gom lại giữa vòng xoáy
Có người bật lên que diêm
Nhóm thành ngọn lửa
Ngọn lửa nhỏ không dùng để làm gì
Vẫn có thể đốt lên điếu thuốc
Giữa cuộc đời mênh mông...
(Lạc đường)

## Nhận định chính trị
- Lý do tại sao ông đã lựa chọn vào đảng Cộng sản trong cuộc chiến tranh Việt Nam:

| “ | ...Những người có tấm lòng không thể không tìm kiếm một chọn lựa. Nhưng chọn lựa ai? Ngô Đình Diệm? Ông vốn là quan Thượng thư Bộ Lại dưới triều Bảo Đại, sau đó sang Mỹ núp bóng Hồng y Spellman rồi được Mỹ đưa về thay Bảo Đại. Ông ta có công lao gì với đất nước? Những vị anh hùng như Nguyễn Trung Trực, Hoàng Hoa Thám bị giặc Pháp bêu đầu giữa chợ, Hoàng Diệu tuẫn tiết theo thành Hà Nội… còn Ngô Đình Diệm, ông ta đã đổ giọt mồ hôi nào cho cái đất nước này? Thế còn Big Minh, ông Khánh, ông Thiệu, ông Kỳ? Họ là sĩ quan của Pháp, nói tiếng Pháp, cầm cây súng Pháp và... ăn lương của Pháp. Làm sao những chàng trai đầy nhiệt huyết của thế hệ anh và tôi có thể chọn lựa họ, đi theo ngọn cờ của họ? | ” |

- Ông không hề hối tiếc sự lựa chọn của mình, mặc dù đã phê bình:

| “ | ...Ngày nay chính quyền cộng sản Việt Nam đã tự hủy hoại "thanh danh" của mình bằng sự độc tài và lòng tham vô độ, đã phô bày lộ liễu cả một guồng máy tham nhũng xù xì, lông lá... Những người cầm quyền cộng sản ở Việt Nam hiện nay đã phản bội quá khứ, phản bội xương máu của đồng bào đồng chí mình. Họ là những người phải hổ thẹn (nếu họ còn biết hổ thẹn) chứ không phải tôi, cũng không phải anh, không phải những người lính đã ngã xuống ngoài mặt trận. | ” |

- Về tự do báo chí ở Việt Nam:

| “ | ...các nhà báo, các biên tập viên, thậm chí các ông tổng biên tập hay giám đốc nhà xuất bản cũng chỉ là những kẻ biết vâng lời cấp trên. Và theo cách nói của cố tổng biên tập báo công an Huỳnh Bá Thành thì họ cũng chỉ là những người "suốt đời nịnh Đảng" để giữ cái ghế của mình, giữ nồi cơm của mình mà thôi. Họ không có chọn lựa nào khác. | ” |